# Reign in Blood
Reign in Blood é o terceiro álbum de estúdio da banda norte-americana de thrash metal Slayer. Foi o seu primeiro lançamento numa grande gravadora, sendo lançado em 7 de outubro de 1986 pela Def Jam Recordings, é também a primeira colaboração do Slayer com o produtor Rick Rubin, uma parceria que ajudou a evoluir o som da banda.
Reign in Blood foi bem recebido pela crítica e pelos fãs, sendo responsável por dar ao Slayer o alcance de um público mainstream de heavy metal. O lançamento do disco foi atrasado devido a arte da capa e da temática das letras. O Slayer decidiu abandonar os conteúdos satânicos que aparecem no álbum anterior, para escreverem meditações sobre a morte, anti-religiosas, loucura e assassínios. A faixa "Angel of Death", refere-se a Josef Mengele (oficial e médico alemão que ganhou notoriedade pelos seus experimentos científicos usando seres humanos), e descreve atos, como experiências em humanos, que Mengele cometeu no campo de concentração de Auschwitz, provocando alegações de nazismo contra a banda até os dias atuais, apesar desta afirmar várias vezes que não apoiavam o nazismo, apenas se interessavam no assunto.
Considerado "o álbum mais pesado de todos os tempos" pela Kerrang! e amplamente descrito como o pináculo do speed metal, Reign in Blood ajudou a definir o som do movimento thrash metal norte-americano durante a década de 1980, e desde então tornou-se um álbum muito influente. Foi o primeiro álbum do Slayer e entrar na tabela Billboard 200, alcançando a posição #94, e certificado com Ouro pela RIAA (Recording Industry Association of America) em novembro de 1992.

## Início

### Mudança de editora
Depois da reacção positiva que Hell Awaits conseguiu, Brian Slagel, o produtor e agente da banda, notou que estava na altura correcta desta ter um "grande momento" com o próximo álbum. Slagel negociou com várias gravadoras, incluindo a Def Jam Recordings, propriedade de Rick Rubin e Russell Simmons. No entanto, apesar do interesse de Rubin, Slagel estava muito relutante em ver a banda assinar para uma gravadora, que na altura era essencialmente de hip hop. "Havia pontos fortes e outros mais fracos," lembra King, "Pensávamos: quem é este garoto que pensa que vai pegar a mais pesada banda de metal da altura, colocá-la numa gravadora de hip-hop, e fazer alguma coisa de bom?" O baterista de Slayer, Dave Lombardo, sabia do interesse de Rubin, e iniciou contato com o produtor. Porém, os outros membros da banda estavam apreensivos em deixar a Metal Blade Records, com a qual já tinham contrato.
Lombardo contactou a Columbia Records, que era a distribuidora da Def Jam, e conseguiu entrar em contacto com Rubin, que juntamente com o fotógrafo Glen E. Friedman, aceitaram assistir a um concerto de Slayer. Friedman tinha produzido o álbum homónimo de estreia da banda Suicidal Tendencies, em que Tom Araya, o vocalista de Slayer, aparece a empurrar o vocalista de Suicidal Tendencies, Mike Muir, no video musical da canção "Institutionalized". Por esta altura, Rubin tinha perguntado a Friedman se conhecia Slayer.
O guitarrista Jeff Hanneman, estava surpreendido pelo interesse de Rubin em Slayer, para além de impressionado pelo trabalho do produtor nas bandas de hip hop Run DMC, Beastie Boys e LL Cool J. Durante uma visita de Slagel à Europa para uma convenção, Rubin falou directamente com a banda, e convenceu-os a assinar pela Def Jam. Slagel pagou um tributo pessoal a Rubin, e disse que Rubin foi o mais apaixonado de todos os representantes de gravadoras com que a banda tinha estado em negociações. Na sequência do acordo, Friedman levou os membros da banda para Seattle para dois dias de fotos publicitárias, fotos para gravações, e fotografias para um livro de digressão; Rubin sentiu que a banda nunca tinha tirado boas fotos. Uma dessas fotos foi usada para a capa traseira do álbum South of Heaven (1988). O álbum tonou-se propriedade da American Recordings, depois de Rubin terminar a sociedade que tinha com Russell Simmons. Devido à natureza do material gráfico, o distribuidor original recusou-se a lançar trabalhos da banda, tonando-se assim um dos dois álbuns da Def Jam distribuídos pela Geffen Records através da Warner Bros. Records.

### Gravações

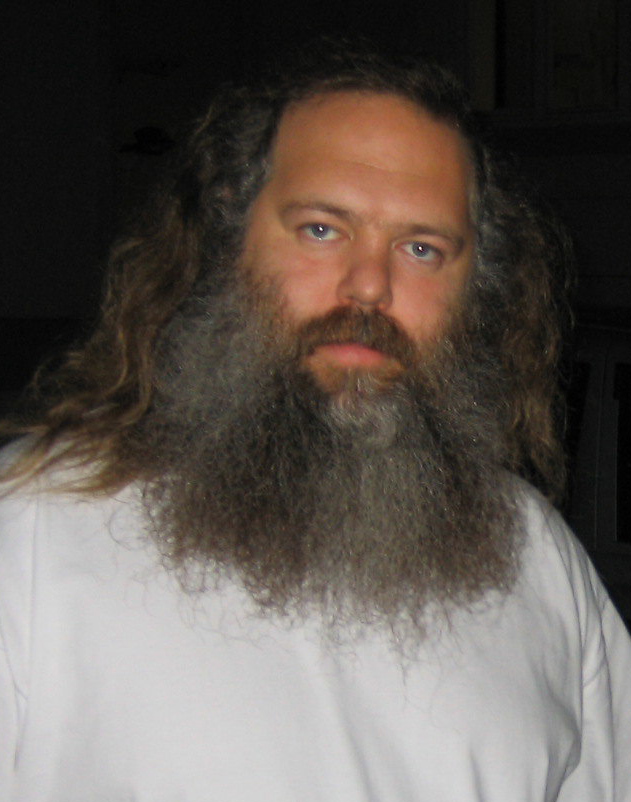
Reign in Blood foi a primeira experiência profissional de Rick Rubin com o heavy metal.

Reign in Blood foi gravado e produzido por Rubin durante três semanas em Hollywood, Los Angeles. Foram as primeiras gravações da banda durante as horas do dia, visto que nos álbuns anteriores devido ao pouco orçamento, a banda só podia gravar durante a noite. Foi a primeira experiência profissional que Rubin teve com o heavy metal, o que fez com que a sua perspectiva fresca e nova transformasse de forma substancial o som de Slayer. Steve Huey do Allmusic acredita que Rubin desenhou canções mais pequenas e rápidas a partir da banda, criando um som mais claro que contrastava bastante com os seus álbuns anteriores. Tal mudou de forma drástica o som de Slayer, e mudou a percepção do público sobre a banda. Araya desde então admite que os dois primeiros álbuns não tiveram uma produção sábia.
O guitarrista Kerry King refere mais tarde que "Parecia que, 'Wow—conseguimos ouvir tudo, e não estão só tocando rápido; as notas estão dentro do tempo.'" King dá muito crédito a Rubin pela evolução que a banda teve, "Ele limpou o nosso som," explica King, "Ele percebeu o já tínhamos feito, mas disse-nos que não precisava de todo o ‘reverb’ e outras coisas que estávamos usando na altura. Ele foi mais cara-a-cara."
Hanneman diz que na altura quando ouviam Metallica e Megadeth, achavam a repetição dos riffs da guitarra cansativos. "Se fizermos um verso duas ou três vezes, ficamos logo cansados de o ouvir. Não estávamos a criar canções mais curtas — era apenas o que queríamos," esta atitude levou a que o álbum tivesse a duração curta de 29 minutos. King refere que enquanto os discos de uma hora parecem ter uma tendência: "Você pode perder esta parte; você poderia cortar a música completamente, e fazer um disco muito mais intenso, que era o que se queria."
Quando completaram as gravações, a banda encontrou-se com Rubin, que perguntou: "Vocês já viram o quão curto é?" Os membros de Slayer olharam uns para os outros e responderam: "E então?" O álbum inteiro estava apenas num dos lados de uma cassete; King afirmou que estava "ótimo", porque "Podia ouvi-lo, virar o lado e ouvi-lo de novo." A musica era mais abrasiva e rápida que os lançamentos anteriores o que a ajudou a estreitar a lacuna entre o thrash metal e o seu antecessor hardcore punk. Reign in Blood é tocado a uma média de 210 batidas por minuto.

### Digressão e saída de Lombardo
Slayer começaram a digressão Reign in Pain com a banda Overkill nos Estados Unidos e Malice na Europa; também foram a banda de abertura para W.A.S.P., durante a digressão norte-americana de 1987. Depois de um mês de concertos, Lombardo deixou a banda; justifica: "Não estava a fazer dinheiro nenhum. Acabei de casar, e pensei se vamos fazer isto de uma maneira profissional - sobre a chancela de uma grande marca - gostava de conseguir pagar a minha renda e outras utilidades." Para continuar a digressão, Slayer colocou o baterista de Whiplash, Tony Scaglione.
Rubin ligava diariamente para Lombardo insistindo para que regressasse, dizendo: "Moço, tens de regressar à banda." Rubin ofereceu a Lombardo um salário, mas mesmo assim este continuava hesitante; nesta altura, Lombardo já estava fora da banda havia muitos meses. A esposa de Lombardo convenceu-o a regressar em 1987; Rubin foi buscá-lo a casa no seu Porsche e levou-o para um ensaio da banda.

## Recepção

### Resposta da critica
| Críticas profissionais        | Críticas profissionais |
| Avaliações da crítica         | Avaliações da crítica  |
| Fonte                         | Avaliação              |
| ----------------------------- | ---------------------- |
| Allmusic                      | [ 4 ]                  |
| Encyclopedia of Popular Music | [ 11 ]                 |
| The Guardian                  | [ 12 ]                 |
| Kerrang!                      | [ 13 ]                 |
| Martin C. Strong              | 9/10                   |
| Robert Christgau              | B+                     |
| Rock Hard                     | 9.5/10                 |
| The Rolling Stone Album Guide | [ 17 ]                 |
| Spin                          | 10/10                  |
| Stylus Magazine               | A+                     |

Reign in Blood foi bem recebido pela imprensa musical, tanto a de mainstream como a menos popular, e desde o seu lançamento que é amplamente descrito como muito influente e o ponto mais alto do speed metal. Analisando para o Allmusic, estabelecido em 1991, Steve Huey deu a pontuação perfeita ao álbum, descrevendo-o como um "clássico instantâneo", uma "obra-prima indiscutível" que "instantaneamente elimina qualquer coisa no seu caminho" e que "por si só, é inspirador para todo o género death metal". O critico da Stylus Magazine, Clay Jarvis, deu a classificação A+, chamando-o "definidor de um género," assim como "original, inspirador, lancinante e adorado, Reign in Blood é o melhor álbum de metal de todos os tempos. Ponto final." Jarvis também diz que a canção "Angel of Death" "esfuma por completo todas as bandas que hoje em dia tocam rápido e/ou pesado. Liricamente descreve os horrores que estão por vir, enquanto musicalmente prepara o terreno para o resto do disco: rápido, magro e sujo." A revista Kerrang! diz que é o "o álbum mais pesado de sempre" e um avanço no thrash metal e speed metal, e colocou-o na posição #27 entre os "100 Melhores Álbuns de Heavy Metal". A revista Metal Hammer disse que é "o melhor álbum de metal dos últimos vinte anos." A revista Q colocou Reign in Blood entre os "50 Álbuns Mais Pesados da História", a revista Spin mete-o na posição #67 na lista dos "100 Melhores Álbuns, 1985-2005", e a norte-americana Decibel coloca-o na posição #2 na lista dos "50 Melhores Álbuns de Thrash". O site WhatCulture, colocou Reign in Blood em primeiro lugar nos "10 Melhores Álbuns de Sempre do Thrash Metal", e em quarto nos "20 Melhores Álbuns de Sempre do Metal". Está presente no livro de Robert Dimery 1001 Álbuns Que Tem de Ouvir Antes de Morrer, bem como na posição #3 na edição de Martin Popoff dos Melhores 500 Álbuns de Heavy Metal de Sempre. Em 2017, foi eleito o 6º melhor álbum de metal de todos os tempos pela revista Rolling Stone. Adicionalmente, o website sobre heavy metal Noisecreep, classificou a canção “Raining Blood” em #2 entre as "10 Melhores Canções de Metal dos Anos 80".
O critico Chad Bowar do About.com diz que "Reign in Blood é provavelmente o melhor álbum de sempre de thrash", e coloca-o na 2ª posição na lista dos "Álbuns Essenciais de Thrash Metal" comentando que "Isto é speed metal no seu melhor, com músicas compactas com riffs e intensidade para abanar a cabeça. As letras também estão cheias de imagens sombrias e perturbadoras. Slayer lançou diversos álbuns fantásticos, mas este é a sua obra-prima." Dan Marsicano, para o mesmo website, coloca Reign in Blood em 1º na lista dos "Melhores Álbuns de Slayer" com a justificação de que "influenciou não apenas o thrash, mas a sua influência no death e no black metal é enorme."
Adrien Begrand do PopMatters diz que "Não há melhor canção para começar as coisas do que a magistral ‘Angel of Death’, uma das músicas mais monumentais da história do metal, em que os guitarristas Kerry King e Jeff Hanneman dão-nos uns riffs intricados, o baterista Dave Lombardo desempenha uma das melhores percussões já alguma vez gravadas, e o baixista/vocalista Tom Araya grita e rosna a história do criminoso de guerra Nazi Josef Mengele." Dom Lawson, deu cinco estrelas em cinco quando analisou a reedição em vinil do álbum para o The Guardian, e refere que são "29 minutos e 3 segundos de selvajaria indomável, horror lírico e um nível físico intenso que nunca foi correspondido, começa com o melhor hino de sempre do thrash – Angel of Death – e acaba com o segundo melhor – Raining Blood. As outras oito também são todas clássicos. Um álbum perfeito em qualquer formato." Nathan Brackett e Christian Hoard também deram a pontuação perfeita ao escreverem para a The Rolling Stone Album Guide e dizem que "Os velhos fãs estavam emocionado e os punks que evitavam o metal não podiam ignorar a fúria e a velocidade. Articulado, rude e de novo mesmo, mesmo muito rápido como a porra! Reign in Blood foi o grande momento para o speed metal, para os seus fãs e para os seus parentes que tinham medo deles."
Quando lhe perguntaram porque razão Reign in Blood continua muito popular, King respondeu: "Foi tudo uma questão de tempo; uma mudança no som. No thrash metal da altura, ainda não tinha havido uma boa produção num álbum daqueles. Foi uma série de coisas que se juntaram todas ao mesmo tempo. Penso que, musicalmente, estava à frente do seu tempo. Ninguém estava preparado para ouvir aquilo. Se Reign in Blood fosse lançado hoje, ninguém lhe dava importância. Mas naquela altura, as pessoas tinham fome por algo assim, tanto que 'levantou voo'."

### Vendas
Apesar de não ter tido rotação na rádio, foi o primeiro álbum de Slayer a entrar na tabela Billboard 200, estreando-se na posição #127, e passadas seis semanas conseguiu a posição máxima #94. Reign in Blood também conseguiu chegar à posição #47 na tabela UK Album Chart (Reino Unido). A 20 de Novembro de 1992 foi certificado com Ouro nos Estados Unidos, por ter vendido mais de 500,000 cópias. Nas tabelas do Reino Unido, Reign in Blood conseguiu a posição #47 em Maio de 1987, e a canção "Criminally Insane", lançada tardiamente como single, a posição #64 em Junho do mesmo ano.

## Legado
Reign in Blood é considerado pelos críticos como um dos mais influentes e dos melhores álbuns de extreme thrash metal alguma vez produzidos. Na votação "As Melhores Bandas de Metal de Sempre", a MTV elogiou os "ritmos afinados, lambidelas infecciosas de guitarra, letras de violência gráfica e arte macabra," de Slayer, afirmando "deram o padrão para dezenas de bandas emergentes de thrash," enquanto que "a música de Slayer, foi directamente responsável pelo crescimento do death metal." MTV descreveu Reign in Blood como "essencial de ouvir". O álbum foi colocado em 7º lugar na lista da IGN dos "25 Álbuns de Metal Mais Influentes", com a justificação de que "Foi tão inovador e tão único que levou o metal a um reino que a maioria dos outros ainda não chegou. Enquanto todo um género de speed metal apareceu, não há ainda uma única banda que consegue tocar nesta obra-prima."
Quando perguntado numa conferencia de imprensa durante a digressão de 1994 do álbum Divine Intervention, sobre a pressão de terem de viver sobre a sombra de Reign in Blood, King respondeu que a banda não o queria melhorar, apenas queriam fazer música. Em 2006, Don Kaye do Blabbermouth, fez uma comparação com o álbum Christ Illusion, e concluiu que "Slayer nunca mais deverá fazer um álbum tão incendiário como Reign in Blood."
O rapper Necro, foi muito influenciado pelo álbum, observando-o que o leva de volta para a década de 1980, "quando a merda era pura." O vocalista de Ektomorf, Zoltán Farkas, descreve o álbum como uma das suas principais influencias. Paul Mazurkiewicz de Cannibal Corpse diz que o desempenho de Lombardo em Reign in Blood, ajudou-o a tocar mais rápido ao longo da sua carreira.
Kelly Shaefer da banda Atheist disse: "Quando Reign in Blood saiu, tudo mudou! É de longe o melhor álbum de sempre de extreme metal!". Lars Ulrich, baterista de Metallica confessou que "Após ouvir Reign in Blood, queria um som igual nos nossos discos. Nunca tinha ouvido um disco tão cristalino". Philip Anselmo, vocalista da banda Pantera, diz que quando ouviu o álbum pela primeira sentiu-se "esmagado" e que "não havia um único concerto que eu ia, onde Reign in Blood não era a conversa da noite; matou tudo, mesmo o que era considerado "pesado". Anselmo também refere que a canção "Domination" do álbum de Pantera Cowboys from Hell (1990), foi influenciado por Reign in Blood.
Hanneman já disse que o álbum era o seu favorito, porque "é tão pequeno, rápido e directo ao ponto." Araya disse que o álbum de Slayer de 2006, Christ Illusion, "chega perto" mas que "nada ultrapassaa Reign in Blood pela intensidade e impacto. Ninguém tinha ouvido nada como aquilo. Passados vinte anos, as pessoas tornaram-se mais insensíveis. O que era antes topo, pode não ser agora." O baterista Paul Bostaph, que foi membro de Slayer entre 1992 a 2001, ouviu o disco pela primeira vez quando era membro de Forbidden. Durante uma festa, Bostaph ouviu música numa outra sala e caminhou em direcção a ela. Lá dentro estava o guitarrista de Forbidden, Craig Locicero, e Bostaph perguntou-lhe o que estavam a ouvir, Locicero gritou "o novo álbum de Slayer." Depois de ouvirem o álbum com atenção, olhou para Locicero, e concluiu que a sua banda estava "fodida."

## Reign in Bloodao vivo

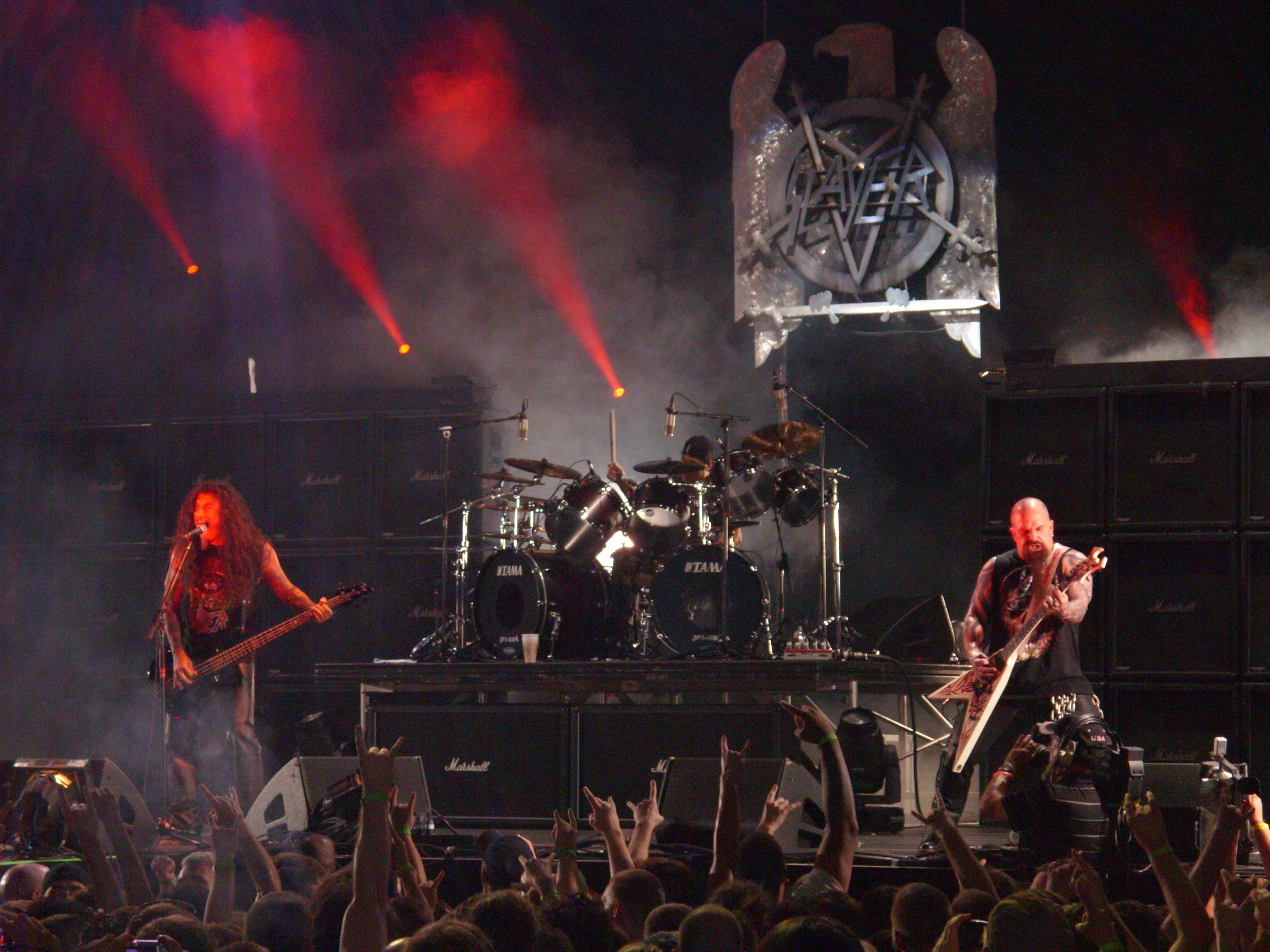
"Raining Blood" e "Angel of Death" tornaram-se quase adições permanentes em todos os espectáculos da banda.

As canções "Raining Blood" e "Angel of Death" tornaram-se quase adições permanentes em todos os espectáculos da banda, para além de terem sido as canções favoritas de Hanneman para tocar ao vivo. A banda tocou Reign in Blood na integra em 2004, numa digressão com o nome "Still Reigning". Em 2004, foi editado um DVD com o mesmo nome, que incluía um final em que os membros da banda estavam coberto de sangue falso enquanto tocavam "Raining Blood".
King disse mais tarde, que a ideia de tocar o álbum inteiro foi sugerida pela agência de talentos da banda, mas que não levantou muito consenso. A banda no entanto acabou por decidir que necessitavam de dar mais excitação aos seus concertos, e para evitar repetições incorporaram a ideia de fazer chover sangue (raining blood). Quando perguntado se iriam continuar a usar sangue falso em futuros concertos, King comenta: "temos de seguir em frente, mas não se pode dizer nunca. Sei que o Japão nunca o viu, bem como a América do Sul e Austrália. Nunca se sabe." Em 2008 a banda tocou Reign in Blood na integra mais uma vez, desta vez em Paris, durante a terceira digressão europeia The Unholy Alliance Tour.
Apesar de ser omitido muitas vezes dos concertos por terem pouco tempo atribuído, os membros de Slayer já o disseram muitas vezes que adoram tocar todo o álbum. Em 2012, numa entrevista à revista Metal Paths, Dave Lombardo diz que gosta de tocar o álbum na integra nos concertos porque "posso tocar super rápido e eu adoro tocar rápido e porque Kerry, adora o álbum também." De acordo com Hanneman: "Adoramos tocar estas músicas ao vivo. Tocamos estas músicas uma e outra e outra vez, porque são boas canções, intensas!! Se fossem canções melódicas, do tipo 'bate as palmas', dávamos em malucos se tivéssemos de as tocar todas as noites. Mas as nossas canções são bam-bam-bam-bam, intensas." A banda esteve em palco 70 minutos, o que permitia apenas adicionar mais sete ou oito músicas depois de tocarem todo o álbum. King refere que este arranjo "aliena muitas pessoas." No entanto, na digressão europeia de The Unholy Alliance Tour em 2004, o álbum foi tocado inteiramente nas últimas dez músicas, até ao fim do concerto."
Reign in Blood foi de novo tocado no festival All Tomorrow's Parties em Maio de 2012, e em Setembro de 2014 durante o festival Riot Fest, em Chicago e Denver.

## Controvérsia

### Capa
A capa de Reign in Blood foi desenhada por Larry Carroll, que na altura criava ilustrações politicas para as publicações The Progressive, Village Voice e The New York Times, mas sem nunca ter feito anteriormente nenhuma capa para um álbum. Rick Rubin contactou Carroll, dando-lhe relativa liberdade para o desenho, apenas com a indicação de que tinha "uma vaga ideia de algo sobre a cabeça de uma cabra". Feita a partir de colagens, o desenho mostra um mar de sangue cheio de cabeças e corpos a boiar. A atravessá-lo estão quatro pessoas a transportar uma criatura demoníaca com cabeça de cabra sentada numa cadeira. Quando a capa foi apresentada à banda, o seu estilo único não foi uma escolha óbvia para Slayer, no entanto quando a mãe de um dos membros a viu e comentou que a pintura era "nojenta" as dúvidas dissiparam-se.
O distribuidor da Def Jam, a Columbia Records, recusou-se a editar o álbum devido à capa e aos temas controversos inerentes às letras das canções. Tal recusa deu de certa forma publicidade à banda e Reign in Blood foi distribuído eventualmente pela Geffen Records; no entanto, por causa da controvérsia, não apareceu nos catálogo de lançamentos da Geffen. Apareceu em 2006 na revista Blender Magazine como uma das "dez melhores capas de sempre do metal."

### Letras
Para este álbum, Slayer decidiu abandonar os temas satânicos que apareciam no álbum anterior, Hell Awaits, e decidiram escrever sobre questões mais sobre ao nível de rua. As letras de Reign in Blood incluem meditações sobre a morte, anti-religiosas, insanidade e assassínios, enquanto que a canção "Angel of Death" mostra os detalhes das experiências humanas conduzidas por Josef Mengele no campo de concentração de Auschwitz, a quem os colegas chamavam na altura "o anjo da morte" (Angel of Death). A canção levou a acusações de racismo e de simpatia para com o nazismo. Tais acusações ainda perseguem a banda hoje em dia. Questionado sobre as acusações de racismo, Hanneman respondeu: "Oh sim — somos racistas. Temos um Cubano e um Chileno na banda. Cai na real." Quando confrontados sobre a simpatia para com o Nazismo, a banda afirmou várias vezes que não o apoiavam, apenas se interessavam no assunto.
Hanneman inspirou-se para escrever "Angel of Death" depois de ter lido uns livros sobre Mengele durante uma digressão da banda. Hanneman queixa-se por as pessoas terem feito más interpretações da letra da canção, clarificando: "Nada daquilo que coloquei na canção diz que ele tivesse sido necessariamente uma pessoa má, porque para mim;— quer dizer, não é óbvio? Não preciso de o dizer." A banda utilizou a controvérsia para atrair publicidade, colocando o Reichsadler (águia imperial) no seu logótipo (também o 'S' no nome da banda assemelha-se às runas Sig usadas pelos SS), e escrevendo uma canção de nome "SS-3", que fala de Reinhard Heydrich, o segundo em comando na Schutzstaffel.

## Coversdas canções
"Raining Blood" foi cantada por Tori Amos no seu álbum de 2001, Strange Little Girls. King já referiu que a versão era estranha. No entanto, o resto da banda gostou da versão, e enviaram t-shirts de Slayer para Tori Amos. A canção também foi tocada por Malevolent Creation, Chimaira, Vader, Dokaka, Reggie and the Full Effect e Erik Hinds, que tocou o álbum inteiro num instrumento criado por ele, o H'arpeggione.
Em 2005, a banda de tributo a Slayer, Dead Skin Mask, editou um álbum com oito faixas, incluindo "Angel of Death". As bandas de death metal Debauchery e Monstrosity, fizeram versões da canção, assim como Sgt. Discharge, uma banda de thrash metal com membros de Morbid Saint. Faz também parte do álbum de 2006 Amplified / A Decade of Reinventing the Cello da banda clássica Apocalyptica. Um álbum de tributo a Slayer com o nome Al Sur del Abismo (Tributo Argentino a Slayer), criado pela Hurling Metal Records, contém dezasseis faixas, todas tocadas por bandas de metal da Argentina, incluindo a versão de Asinesia de "Angel of Death". "Raining Blood" foi também tocada pela banda neozelandesa Concord Dawn, no álbum de 2003 Uprising, e pela banda Asschapel no seu EP de 2003 Satanation.[carece de fontes?] Um ‘riff’ de "Angel of Death" foi usado como amostra pela banda de hip hop Public Enemy na canção "She Watch Channel Zero?!", e pelo grupo de música industrial KMFDM no single "Godlike".
Para além de "Angel of Death" e "Raining Blood", outras canções de Reign in Blood foram regravadas por várias bandas do metal underground, e aparecem em vários álbuns de tributo como Slatanic Slaughter I & II e Gateway to Hell 1 & 2. A canção "Piece by Piece" já foi tocada por Messe Noir, "Altar of Sacrifice" por Invocator e Aurora Borealis, "Jesus Saves" por Enslaved e Cephalic Carnage, "Criminally Insane" por Edge of Sanity, "Post Mortem" por Seance e Hate, e "Epidemic" por Coffin Man e From the Depths.

## Na cultura popular
"Raining Blood" entrou no episódio nº 127 da série South Park, Die Hippie, Die, estreado a 16 de Março de 2005. O enredo centra-se na cidade de South Park, que foi invadida por hippies. Eric Cartman diz "Hippies não suportam death metal" e infiltra-se num concerto hippie e quando chega ao palco muda o audio para "Raining Blood", fazendo com que os hippies fujam. King achou muita piada ao episódio e expressou o seu interesse na série: "Foi bom ver a música a ser bem utilizada, se der para terrificar alguns hippies, o trabalho foi feito." No filme 30 Minutes or Less, “Raining Blood” é usada como o toque do telemóvel do personagem Dwayne (interpretado por Danny McBride). A canção também aparece no  episódio intitulado Slip of the Tongue da série Californication, estreado em Setembro de 2008. No momento em que Hank (interpretado por  David Duchovny), o protagonista da série, chega a casa vindo de uma vasectomia, a sua filha Becca, está a tentar tocar "Raining Blood" no jogo Guitar Hero. "Angel of Death" também aparece em vários filmes, incluindo Gremlins 2, quando o personagem Mohawk se transforma numa aranha, em Jackass: The Movie, que é tocada durante uma acrobacia de um carro, no documentário de guerra de 2005 sobre o Iraque, Soundtrack to War e, juntamente com "Altar of Sacrifice", na banda sonora oficial do filme Devil's Knot.
"Angel of Death" é uma das músicas no videojogo Tony Hawk's Project 8. Nolan Nelson, que escolheu a banda sonora para o jogo disse: "uma das maiores canções de heavy metal já gravadas. Não sabes o que é Slayer? Tenho pena de ti." "Raining Blood" pode-se ouvir na estação de rádio V-Rock, no videojogo Grand Theft Auto: Vice City. É uma das canções em Guitar Hero III: Legends of Rock, e é considerada a mais difícil de executar no jogo, senão a mais complicada de tocar em toda a série. Também aparece em Guitar Hero: Smash Hits, onde introduz o primeiro acorde de cinco notas e na banda sonora oficial do jogo Skate (2007). "Raining Blood" foi lançada como conteúdo para transferir para o jogo Rock Band 3 em Abril de 2012, juntamente com "South of Heaven" e "Seasons in the Abyss".
No evento de artes marciais mistas UFC 97 em Abril de 2009, o lutador norte-americano Chuck Liddell usou uma vez "Raining Blood" como música para a sua entrada no ringue.

## Lista de faixas
| N.º            | Título               | Letras         | Música         | Duração |  |
| 1.             | "Angel of Death"     | Jeff Hanneman  | Hanneman       | 4:51    |  |
| 2.             | "Piece by Piece"     | Kerry King     | King           | 2:03    |  |
| 3.             | "Necrophobic"        | Hanneman, King | Hanneman, King | 1:40    |  |
| 4.             | "Altar of Sacrifice" | King           | Hanneman       | 2:50    |  |
| 5.             | "Jesus Saves"        | King           | Hanneman, King | 2:54    |  |
| 6.             | "Criminally Insane"  | Hanneman, King | Hanneman, King | 2:23    |  |
| 7.             | "Reborn"             | King           | Hanneman       | 2:12    |  |
| 8.             | "Epidemic"           | King           | Hanneman, King | 2:23    |  |
| 9.             | "Postmortem"         | Hanneman       | Hanneman       | 3:27    |  |
| 10.            | "Raining Blood"      | Hanneman, King | Hanneman       | 4:17    |  |
| Duração total: | Duração total:       | Duração total: | Duração total: | 29:03   |  |

| Faixas bónus (Reedição de 1998) |                             |                |                |         |  |
| N.º                             | Título                      | Letras         | Música         | Duração |  |
| 11.                             | "Aggressive Perfector[]"    | Hanneman, King | Hanneman, King | 2:30    |  |
| 12.                             | "Criminally Insane (Remix)" | Hanneman, King | Hanneman, King | 3:18    |  |
| Duração total:                  | Duração total:              | Duração total: | Duração total: | 34:48   |  |

↑ "Aggressive Perfector" é mais curta e teve uma produção mais limpa do que a versão anterior existente na reedição do EP Haunting the Chapel. A reedição também corrigiu um problema com algumas cópias incorrectas do CD, que marcaram o início da faixa "Raining Blood" com uma pausa em branco após a faixa "Postmortem".[carece de fontes?]

## Créditos
Créditos adaptados a partir de AllMusic Guide.
| Slayer - Tom Araya – voz, baixo - Jeff Hanneman – guitarras - Kerry King – guitarras - Dave Lombardo – bateria | Produção - Rick Rubin – produção - Larry Carroll – desenhos/capa - Andy Wallace - engenheiro de som - Howie Weinberg - masterização |

## Tabelas e certificações
| Tabela                         | Posição máxima |
| ------------------------------ | -------------- |
| Japão (Oricon)                 | 264            |
| Reino Unido (UK Albums Chart)  | 47             |
| Estados Unidos (Billboard 200) | 94             |

| Tabela (1994)    | Single              | Posição |
| ---------------- | ------------------- | ------- |
| UK Singles Chart | "Criminally Insane" | 64      |

| Região                | Certificação | Vendas/remessas |
| --------------------- | ------------ | --------------- |
| Estados Unidos (RIAA) | Ouro         | 500,000         |

## Honras
Excepto quando está citado, todas as honras e reconhecimentos aqui listados atribuídos a Reign in Blood foram adaptadas a partir de Acclaimed Music.
| Publicação                  | Honra | Ano                 | Posição  |
| --------------------------- | --- | ------------------- | -------- |
| Loudwire.com                | Top 25 Extreme Metal Albums of All Time                                                                                            | 2015                | 1        |
| About.com                   | Essential Thrash Metal Albums Best Heavy Metal Albums Of 1986                                                                      | 2012                | 2        |
| Blender                     | 500 CDs You Must Own Before You Die                                                                                                | 2003                | *        |
| Martin Popoff               | 100 Most Influential Heavy Metal Albums Top 500 Heavy Metal Albums of all Time                                                     | 2000 2004           | * 3      |
| Robert Dimery               | 1001 Albums You Must Hear Before You Die                                                                                           | 2012                | *        |
| Terrorizer                  | The 100 Most Important Albums of the 80s                                                                                           | 2000                | *        |
| Rhythm                      | The 50 Greatest Drum Albums | 2007                | 20       |
| Classic Rock & Metal Hammer | The 200 Greatest Albums of the 80s                                                                                                 | 2006                | *        |
| Kerrang!                    | Albums of the Year The 100 Greatest Heavy Metal Albums of All Time The 100 Greatest Rock Albums 1000 Albums to Hear Before You Die | 1987 1989 2006 2007 | 2 27 9 * |
| Mojo                        | Mojo 1000, the Ultimate CD Buyers Guide                                                                                            | 2001                | *        |
| Metal Injection             | 10 Most Influential Heavy Metal Albums                                                                                             | 2013                | 7        |
| Rock Hard                   | Top 300 Albums | 2001                | 6        |
| Revolver                    | The 69 Greatest Metal Albums of All Time 14 Thrash Albums You Need to Own                                                          | 2002 2014           | 4 *      |
| IGN                         | Top 25 Metal Albums | 2007                | 7        |
| Rolling Stone               | The 500 Best Albums of All Time The Greatest Heavy Metal Albums of All Time (Readers' Poll)                                        | 2004 2012           | 96 6     |
| Spin                        | Top 100 (+5) Albums of the Last 20 Years The 40 Greatest Metal Albums of All Time                                                  | 2005 2019           | 67 13    |
| The Anarchist               | The 33 Best Albums Ever | 1997                | 10       |
| The Village Voice           | Ten Metal Albums to Hear Before You Die                                                                                            | 2013                | 3        |
| WhatCulture                 | 10 Greatest Thrash Metal Albums Of All Time 20 Greatest Metal Albums Of All Time                                                   | 2013 2014           | 1 4      |